# Luka Gagnidze
Luka Gagnidze (gruz. ლუკა გაგნიძე, ur. 28 lutego 2003 w Kutaisi) – gruziński piłkarz występujący na pozycji pomocnika w Dinamie Moskwa oraz w reprezentacji Gruzji.

## Kariera klubowa
Gagnidze urodził się w Kutaisi i tam rozpoczął grę w piłkę nożną. W wieku 13 lat przeniósł się do akademii Dinama Tbilisi. Jesienią 2020 roku trener Xisco Muñoz włączył go do kadry pierwszego zespołu. 3 listopada 2020 zadebiutował w Erownuli Lidze w wygranym 3:0 spotkaniu z Dilą Gori, w którym wszedł na boisko w 72. minucie. W sezonie 2020 zagrał w dwóch meczach i wywalczył mistrzostwo Gruzji. Od sezonu 2021 był podstawowym zawodnikiem Dinama. 3 kwietnia 2021 w spotkaniu przeciwko Dili Gori (1:0) po błędzie bramkarza Luki Gugeszaszwiliego zdobył swoją pierwszą bramkę na poziomie seniorskim.

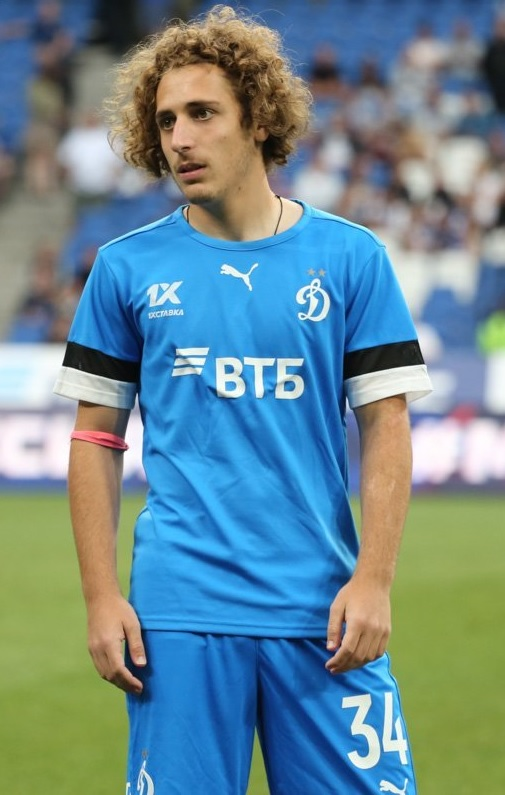
Gagnidze w barwach Dinama Moskwa (2022)

W lipcu 2021 roku podpisał pięcioletni kontrakt z Dinamem Moskwa, skąd od razu wypożyczono go na rok do Urału Jekaterynburg. 1 sierpnia 2021 Gagnidze zadebiutował w Priemjer-Lidze w meczu z FK Niżny Nowogród (1:1), w którym wszedł na boisko w 58. minucie. W sezonie 2021/22 pełnił rolę rezerwowego i zanotował 11 spotkań w lidze i 2 w Pucharze Rosji. W marcu 2022 roku z powodu zbrojnej inwazji Rosji na Ukrainę zawiesił swoją umowę z Urałem.
25 marca 2022 roku został wypożyczony na 3 miesiące do Rakowa Częstochowa prowadzonego przez Marka Papszuna. 21 maja 2022 zanotował jedyny występ w barwach Rakowa w meczu ligowym z Lechią Gdańsk (3:0), w którym wszedł na boisko w 80. minucie za Mateusza Wdowiaka. Po zakończeniu sezonu 2021/22 powrócił do Dinama Moskwa.

## Kariera reprezentacyjna
W 2019 roku zanotował 2 mecze w reprezentacji Gruzji U-16, w których zdobył jedną bramkę. W tym samym roku rozpoczął występy w kadrze U-17, dla której rozegrał 15 spotkań, w tym 3 w eliminacjach Mistrzostw Europy 2020. W 2021 roku jako kapitan zaliczył 5 gier w drużynie U-19, w tym 3 w kwalifikacjach Mistrzostw Europy 2022. 16 listopada 2021 zadebiutował w reprezentacji U-21 w towarzyskim meczu z Anglią (3:2). W 2023 roku wystąpił na Mistrzostwach Europy U-21, na których Gruzja dotarła do ćwierćfinału.
W marcu 2023 roku otrzymał od selekcjonera Willy'ego Sagnola pierwsze powołanie do seniorskiej reprezentacji Gruzji na spotkania z Mongolią (mecz towarzyski) oraz Norwegią (eliminacje Mistrzostw Europy 2024). Zadebiutował 25 marca 2023 w meczu przeciwko Mongolii na Adjarabet Arena, wygranym 6:1. Wyszedł on na boisko w podstawowym składzie i został zmieniony w 64. minucie przez Zuriko Dawitaszwiliego.

## Sukcesy
Dinamo Tbilisi
- mistrzostwo Gruzji: 2020